# Glyptocidaris crenularis
Espèce
Glyptocidaris crenularis est une espèce d'oursins, la seule de la famille des Glyptocidaridae.

## Description
C'est un oursin régulier de forme globulaire (légèrement subconique de profil). Il est recouvert de radioles (piquants) présentant deux types différents : les plus longues (radioles « primaires »), fortes et pointues, sont disposées en méridiens bien séparés, et servent à la locomotion ; leur longueur peut atteindre celle du rayon du test (coquille). Les plus courtes (radioles « secondaires ») servent à la protection rapprochée du test. Les radioles primaires sont le plus souvent brunâtres à pointe claire chez l'adulte, et les secondaires verdâtres. Le test (coquille) est généralement verdâtre.

## Écologie et comportement
Avec son appareil masticateur situé sur la face inférieure, cet oursin broute le substrat avec un régime très omnivore : algues, éponges, débris, charognes, animaux sessiles…
Sa reproduction est sexuée et gonochorique : la fécondation a lieu en pleine eau, où les larves vont se développer parmi le plancton avant de se fixer au bout de quelques semaines.

## Habitat
Cet oursin vit dans les eaux de l'Océan Pacifique.